# Marsippospermum reichei
Marsippospermum reichei là một loài thực vật có hoa trong họ Juncaceae. Loài này được Buchenau mô tả khoa học đầu tiên năm 1901.